# Goldcoast Wallabies
Der Basketballclub Goldcoast Wallabies (früher Basketballclub Küsnacht-Erlenbach, BCKE) ist einer der grössten Schweizer Basketballvereine und deckt im Kanton Zürich die gesamte rechte Zürichseeseite, Bezirk Meilen, mit den Gemeinden Zollikon, Küsnacht, Erlenbach, Herrliberg, Meilen, Männedorf und Stäfa ab. Primär beheimatet ist der Club in Küsnacht und Erlenbach.

## Geschichte
Der Basketballclub Küsnacht wurde im Oktober 1972 von Erwin Weinmann gegründet. Der Verein fusionierte 1996 mit dem Basketballclub Erlenbach zum Basketballclub Küsnacht-Erlenbach (BCKE).

## Mannschaften
Die Herrenmannschaft spielt in der zweithöchsten nationalen Spielklasse, der Nationalliga B (Basketball). Die Damenmannschaft spielte bis 2016 ebenfalls in der Nationalliga B, wurde aber danach wegen Spielerinnenmangels zurückgezogen und versucht in der 2. Liga einen Neustart.

## Bekannte Spieler
| - Martynas Kairavicius 2012, 2013, 2014 - Simon Bernett 2013, 2014 - Yuanta Holland 2014 - Tresor Quidome 2014, 2015, 2016 - André Beetschen 2014, 2015, 2016 - Antowine Lamb 2016 |